# РНК-индуцируемый комплекс выключения гена
RNA-induced silencing complex или RISC — мультибелковый комплекс, в состав которого входит один из белков семейства Argonaute и малые интерферирующие РНК (англ. siRNA), предварительно подвергшиеся процессингу эндонуклеазой Dicer. Dicer расщепляет предшественник siRNA, представляющий собой двуцепочечную молекулу РНК (dsRNA) на одноцепочечные фрагменты. В состав RISC всегда включатся только один из них; предпочтение отдается тому фрагменту, 5'-конец которого конъюгирован менее прочно. Затем RISC образует комплекс с РНК-мишенью, что приводит либо к репрессии её трансляции в случае неполной комплементарности, либо к расщеплению её последовательности приблизительно в середине участка спаривания в случае полной или почти полной комплементарности. Эндонуклеазная активность внутри комплекса RISC опосредована РНКаза-H-подобным доменом (piwi) в белке Argonaute.
Данный процесс имеет значение как в регуляции активности генов с помощью microRNA, так и в защите от вирусных инфекций, так как вирусы часто используют двуцепочечные РНК как инфекционный вектор.